# Зеды
Зе́ды, зэды (осет. Зæдтæ, Изæдттæ) — обобщённое название в осетинской мифологии сверхъестественных духов, стоящих на низшей ступени в иерархии духовных существ.

## Мифология
Зеды в осетинской мифологии и нартском эпосе совершают разнообразные действия. В более широком смысле это слово обозначает всё, чему следует приносить жертвы. Зедов великое множество и они делятся по роду своей деятельности на бесчисленные группы, каждая из которых выполняет только свойственное им действие. В нартском эпосе есть рассказ, как Уацилла за непослушание Богу приковал к луне Артауза, которого на луне охраняли зеды.
В отличие от других духовных существ дуагов или покровителей дзуаров, обладающих личностной сущностью (например, Семь дзуаров), зеды не имеют собственных имён и потому они безличностны. Однако, люди, часто персонифицировали зедов, соотнося их существование со своей жизнью:

Осетины представляли жизнь духов по образу и подобию собственной. У духа должен быть где-то дом — скорее среди окружающей природы, чем в невидимом пространстве, — дом этот должен быть похож на дома людей; у духа должен быть род со всеми категориями представленных в нём существ — от законных сыновей до толпы прислужников. Вокруг, например, покровителя домашнего очага Сафы, должны быть наподобие римских «gens».

Зеды — духовные существа — по своему происхождению противопоставлены людям, имеющим телесность, поэтому в нартском эпосе часто не делается различий между зедами, дзуарами и дуагами. Зеды постоянно воюют с нартами и многие из них гибнут от руки нартских героев, в частности Батрадза. Зеды приняли непосредственное участие в смерти Батрадза, а затем и всех нартов.